# مایز کنتاکی
مایز کنتاکی (به انگلیسی: Mize) یک منطقهٔ مسکونی در ایالات متحده آمریکا است که در شهرستان مورگان، کنتاکی واقع شده‌است. مایز کنتاکی ۲۴۹٫۰۲ متر بالاتر از سطح دریا واقع شده‌است.